# 1277
Évszázadok: 12. század – 13. század – 14. század
Évtizedek: 1220-as évek – 1230-as évek – 1240-es évek – 1250-es évek – 1260-as évek – 1270-es évek – 1280-as évek – 1290-es évek – 1300-as évek – 1310-es évek – 1320-as évek
Évek: 1272 – 1273 – 1274 – 1275 –  1276 – 1277 – 1278 – 1279 – 1280 – 1281 – 1282

## Események

### Határozott dátumú események
- március 7. – Stephanus Tempier párizsi püspök kibocsátja a középkori filozófia és tudományosság fejlődését nagyban befolyásoló párizsi elítélő határozatot.[1]
- május 20. – A viterbói pápai palota leszakadt mennyezete alatt leli halálát a pápaság történetének egyik legműveltebb egyházfője, XXI. János pápa.[2]
- november 25. – III. Miklós pápa megválasztása.[3]

### Határozatlan dátumú események
- az év folyamán –
  - Kubiláj kán a kínai határ melletti Ngasaungsyannál lezajlott csatában legyőzi a burmai sereget, ezzel megkezdődik a burmai Pagan Birodalom széthullása.
  - Nagy Ramkhamhaeng lesz a Sukotai Királyság uralkodója.
  - Először használják a Szent György-keresztet az angol zászlóban.
  - IV. László magyar király oklevelet bocsát ki, mellyel szabad királyi városi rangra emeli Sopront.[4]

## Születések
- április 17. – IX. Mikhaél bizánci császár († 1320)
- az év folyamán – Róbert nápolyi király († 1343)

## Halálozások
- május 20. – XXI. János pápa[5]
- július 1. – I. Bajbarsz Egyiptom mameluk szultánja (* 1223)